# Rose McConnell Long
Rose McConnell Long, född 8 april 1892 i Greensburg, Indiana, död 27 maj 1970 i Boulder, Colorado, var en amerikansk demokratisk politiker. Hon representerade delstaten Louisiana i USA:s senat 1936–1937. Hon var den tredje kvinnan som någonsin tjänade som en amerikansk senator.

## Biografi
Rose McConnell gifte sig den 12 april 1913 med Huey Long. De fick tre barn, dottern Rose och sönerna Russell och Palmer. Maken Huey, som kallades "The Kingfish", gjorde en kometartad politisk karriär känd för sin populistiska retorik. Rose Long var guvernörens hustru, First Lady i Louisiana 1928–1932. Huey Long tillträdde 1932 som senator för Louisiana och blev mördad tre år senare. James A. Noe tillträdde som guvernör i Louisiana den 28 januari 1936 och utnämnde en kort tid därefter Rose Long till Huey Longs efterträdare i senaten. För första gången i USA:s historia fanns det två kvinnliga ledamöter i senaten. Den andra kvinnliga senatorn vid den tidpunkten var Hattie Caraway som representerade Arkansas, och även hon hade efterträtt sin make som hade avlidit i ämbetet. Med hjälp av Huey Long hade hon sedan blivit omvald för en regelrätt sexårsperiod. Rose Long vann sedan fyllnadsvalet för att få sitta kvar i senaten till slutet av Huey Longs mandatperiod. Hon kandiderade inte till den efterföljande sexåriga mandatperioden och efterträddes 1937 som senator av Allen J. Ellender.
Sonen Russell B. Long var senator för Louisiana 1948–1987. Det var Huey och Rose Long som etablerade familjedynastin Long inom politiken i Louisiana och efter dem följde flera andra. Hueys bror Earl Long var guvernör tre gånger och Earls hustru Blanche Long gjorde en egen politisk karriär som medlem av demokraternas federala partistyrelse Democratic National Committee och som kampanjchef för John McKeithens vinnande guvernörskampanj 1963–1964.
Rose McConnell Longs grav finns på Forest Park East Cemetery i Shreveport.